# Alan Wilder
Pour les articles homonymes, voir Wilder.
Alan Charles Wilder, né le 1er juin 1959 à Hammersmith (Grand Londres) , est un claviériste, compositeur, arrangeur et producteur anglais. Il est essentiellement connu pour avoir été, de 1982 à 1995, membre de Depeche Mode. Musicien de formation classique et producteur de musique contemporaine, il apporta une contribution artistique importante à la musique du groupe par ses expérimentations sonores. Jugeant que son travail n'était pas reconnu à sa juste valeur, il décida de quitter le groupe en 1995 pour se consacrer à son propre projet expérimental Recoil fondé en 1986 et orienté électronique, ambient et trip hop.

## Biographie

### Enfance
Alan Wilder est né à Londres le 1er juin 1959. Il vient de la classe moyenne, ses parents sont passionnés par la musique.

Ses deux frères pratiquent également le piano et aspirent à devenir concertistes. L'un de ses frères réussira, l'autre donnera des cours d'éducation musicale en Finlande. En classe, il fut bon élève mais très peu intéressé par les cours. D'après ses dires, il trouvait ses cours de piano terriblement ennuyeux.
À l'adolescence, Wilder se passionne pour le rock et la musique électronique. Il se cherche un travail dans un studio et est rejeté près de 40 fois avant d'obtenir un petit emploi au DJM studio. Avant d'intégrer Depeche Mode, il a joué avec quelques groupes dont The Dragons et quelques groupes de jazz ou de blues lorsqu'il habitait à Bristol.

### Depeche Mode (1982 à 1995)
En 1981, après le départ de Vince Clarke, Depeche Mode passe une annonce dans Melody Maker et déclare rechercher un pianiste-claviériste de moins de 21 ans. Wilder passe l'audition et est retenu. Après avoir enfin avoué son âge (22 ans), il intègre Depeche Mode. Un an après, lors de la tournée de promotion de A Broken Frame, il s'occupe des claviers et des effets techniques du groupe sur scène.
Wilder s'avère être un pianiste fasciné par la production musicale, apparaissant de ce fait comme un complément idéal au groupe car Martin L. Gore, jusqu'alors le seul compositeur du groupe, n'aime guère passer du temps en studio. Wilder peut être qualifié de seul membre « professionnel » de Depeche Mode dans le sens où il est le seul à avoir pris des cours de piano durant son enfance, et même de producteur officieux.
C'est en 1983, avec Construction Time Again, que Wilder apparaît pour la première fois en tant que membre du groupe sur un album. Il y signe d'ailleurs intégralement les titres The Landscape is Changing et Two Minutes Warning.
Devenu un membre indispensable vis-à-vis des arrangements, il transformera notamment Enjoy the Silence, à l'origine une ballade lente écrite par Gore, en tube taillé pour les pistes de danse.
En 1993, pour l'album Songs of Faith and Devotion, Depeche Mode, influencé par le grunge alors en vogue à l'époque, choisit une orientation plus rock alternatif et sombre. Wilder apprend en conséquence à jouer de la batterie mais continue toutefois de s'occuper des parties les plus complexes au clavier.
Des tensions d'ordre artistique apparaissent alors entre Flood, producteur de Depeche Mode depuis Violator, et Wilder ; ce qui n'empêchera pas ce dernier d'affirmer qu'il s'agit pour lui du meilleur album du groupe depuis sa création
Le 1er juin 1995, après une immense tournée mondiale plus qu'éprouvante (Devotional Tour/Exotic Tour/Summer Tour '94), Alan Wilder annonce, le jour de son 36e anniversaire, son départ du groupe. Un extrait de ses raisons :
"...En raison de l'insatisfaction grandissante avec les relations internes et des pratiques de travail du groupe, c'est avec une certaine tristesse que j'ai décidé de me séparer du groupe Depeche Mode. Ma décision de quitter le groupe n'était pas facile d'autant plus que nos derniers albums montrent bien le potentiel que Depeche Mode détient. Depuis que j'ai rejoint DM en 1982, je n'ai cessé de donner de l'énergie, de l'enthousiasme et de l'engagement à l'avancement de la réussite du groupe. Et en dépit d'un déséquilibre constant dans la distribution du travail, j'ai persisté. Malheureusement, cette dévotion n'a jamais reçu le respect et la reconnaissance qu'elle méritait…"
"...Au vu de ces circonstances, je n'ai pas d'autre choix que de quitter le groupe. Il me semble donc préférable de partir sur un succès et, comme je garde mon enthousiasme et ma passion pour la musique, je suis emballé par la perspective de nouveaux projets. Les membres du groupe ont mon soutien et mes meilleurs vœux, pour tout ce qu'ils entreprendront… "
Le 17 février 2010, Alan Wilder fut l'invité surprise du concert de Depeche Mode donné au Royal Albert Hall à Londres dans le cadre du Teenage Cancer Trust. Alan était alors au piano pour une version acoustique de Somebody chantée par Martin Gore. Selon Alan « Dave [Gahan] m'a contacté il y a quelques semaines et m'a demandé si je serais prêt à les rejoindre sur scène. Il m'a assuré que les autres étaient d'accord. J'ai été très heureux d'accepter, en particulier car tout cela se faisait dans de bonnes conditions et nous envisagions depuis longtemps une réunion de ce genre. C'était génial de revoir tout le monde et de revenir un peu en arrière, et c'était aussi la première fois que je voyais Depeche Mode en tant que spectateur ! ».
En 2011, il remixe le titre In Chains issu de l'album Sounds of the Universe.
Après sa séparation avec Depeche Mode, Wilder a été approché par Robert Smith avec une offre de se joindre à The Cure. Wilder la déclina respectueusement.

### Recoil (depuis 1986)
Formé en 1986 pour laisser à Alan Wilder le soin de s'adonner à quelque chose de plus personnel que son rôle dans Depeche Mode, Recoil sort à l'origine, 1+2, une démo qui finit par devenir un vinyle comprenant deux chansons.
Wilder décrit à l'époque ce projet comme « un antidote à Depeche Mode, une manière d'évacuer les frustrations d'avoir toujours à travailler dans un format pop ».
Alternant son rôle de claviériste-compositeur au sein de Depeche Mode, Wilder s'offre de temps à autre quelques élans de liberté pour s'adonner à Recoil, offrant à la fin des années 1980 Hydrology.
Bloodline, sorti en 1992, voit la participation d'artistes venus d'horizons divers tels que Douglas McCarthy (du groupe Nitzer Ebb), Toni Halliday (du groupe Curve), Moby, Bukka White, Diamanda Galás, et Jimmy Hugues.
Après avoir enregistré l'album Songs of Faith and Devotion en 1993, Wilder quitte Depeche Mode pour de bon en 1995 et se consacre entièrement à son projet.
Signé chez Mute Records depuis le début de l'aventure, Recoil vole ainsi enfin de ses propres ailes et ravit la critique : enregistré et sorti en 2000, l'album Liquid obtient le Grand Prix de l'Académie Charles Cros. Prenant le temps de soigner ses compositions, aussi expérimentales qu'éclectiques, Recoil attend 2007 pour livrer un nouvel opus, SubHuman, avant de rebondir trois ans plus tard avec Selected.

## Vie personnelle
Alan Wilder a entamé en 1984 une relation avec Jeri Young, une anglaise d'origine espagnole âgée de dix ans de plus que lui, et a élevé son fils, Jason, âgé de douze ans, comme le sien. Ils se marient en 1991 et divorcent en 1994, à la suite de sa rencontre avec Hepzibah Sessa, violoniste du groupe Miranda Sex Garden. Tous deux se marient la même année et ont deux enfants : Paris (née le 1er septembre 1995 à Hove, en Angleterre) et Stanley Duke (né le 21 janvier 2001). Cependant, le couple a divorcé en 2010 et Alan est de nouveau père d'une petite fille nommée Clara Lake, née le 6 février 2012 de sa relation avec la chanteuse norvégienne Britt Rinde Hval.